# Indiai leffentyűsteknős
Az indiai leffentyűsteknős (Lissemys punctata) a teknős a hüllők (Reptilia) osztályba a teknősök (Testudines) rendjébe és a lágyhéjúteknős-félék (Trionychidae) családjába tartozó faj.

## Előfordulása
Banglades, India, Mianmar, Nepál, Pakisztán és Srí Lanka területén elterjedt. Csatornákban, rizsföldeken, de mindenekelőtt lassú folyókban él.

## Megjelenése
A hátpáncélja és a bőre szürkészöld, sárga pöttyökkel díszítve. A páncélja lágy, bőrszerű, mint a családba  tartozó összes fajnak.
|  |  |  |

## Életmódja
Elsősorban húsevő.

## Kiegészítő irodalom
- Biswas, S.;Bhowmik, H. K. 1984 Range of Lissemys punctata punctata from the foot-hills of Siwaliks Hamadryad 9 (2): 10
- Lacepède, B. G. E. 1788 Histoire Naturelle des Quadrupe des Ovipares et des Serpens. Vol.1. Imprimerie du Roi, Hôtel de Thou, Paris, xvii + 651 pp.
- Verma, Anil K. and D. N. Sahi. 1998 Status, range extension and ecological notes on Indo-Gangetic flapshell turtle, Lissemys punctata andersoni (Testudines: Trionychidae) in Jammu shiwaliks, J&K State. Cobra. 34 (Oct.-Dec.):6-9
- Webb, R.G. 1980 Gray, Hardwicke, Buchanan-Hamilton, and drawings of Indian softshell turtles (Family Trionychidae). Amphibia-Reptilia 1: 61-74.
- Webb, R.G. 1980 The identity of Testudo punctata Lacépède, 1788 (Testudines, Trionychidae). Bulletin du Muséum National d'Histoire Naturelle, Paris, (4) 2: 547-557.
- Webb, R.G. 1982 Taxonomic notes concerning the trionychid turtle Lissemys punctata (Lacepede) Amphibia-Reptilia (Wiesbaden) 3(2-3): 179-184.

## További kiegészítések
- Lissemys_punctata.jpg (JPEG Image, 469x292 pixels). ITG: Homepage of the Institute of Toxicology and Genetics. (Hozzáférés: 2010. március 24.)[halott link]